# 아마키 샐리
아마키 샐리(일본어: 天城サリー,영어: Sally Amaki, 4월 26일 ~)는 일본계 미국인 성우이며 여성 아이돌 그룹 22/7의 멤버다.

## 인물
일본에서 활동하는 성우 겸 아이돌 가수로 부모님이 모두 일본인이며 미국에서 태어나고 자란 일본계 미국인이다. 성우 아이돌 그룹 프로젝트 22/7에 소속되어 있는 멤버.성우를 목표했던 계기는 애니메이션 은혼과 사카타 긴토키의 목소리를 담당하는 스기타 토모카즈로 감명하기 위해서 시작했다.

## 성우 활동

### 출연 작품

#### TV 애니메이션
2019년
- [카구야 님은 고백받고 싶어 ~천재들의 연애 두뇌전~] - 벨루와즈 벳시

2020년
- 22/7(후지마 사쿠라)

#### 극장판 애니메이션
2021년
- 곶의 마요이가

### 참조주
1. 1 2  “天城サリー”. 《22/7 公式サイト》. 2019년 2월 25일에 원본 문서에서 보존된 문서. 2019년 3월 2일에 확인함.
2. ↑  “「22/7(ナナブンノニジュウニ)」メンバーが“声優”を目指したキッカケとは”. 2019년 3월 2일에 확인함.